# 악행
악행(惡行) 또는 나쁜 행위의 일반 사전적인 뜻은 '악독(惡毒)한 행위', 즉  '마음이 흉악하고 독한 행위'를 말하는데, 불교에서는 말[語 또는 口]과 행동[身]과 뜻[意]으로 지은 일체(一切)의 불선(不善)의 행위를 말한다.
즉, 일체의 불선의 3업(三業), 즉 일체의 불선의 신업(身業) · 어업(語業) · 의업(意業)을 말하며, 이들을 신악행(身惡行) · 어악행(語惡行) · 의악행(意惡行) 3악행(三惡行)이라 한다. 어악행은 구악행(口惡行)이라고도 한다. 3악행의 반대를 3묘행(三妙行) 또는 3청정(三清淨)이라 한다. 불선(不善)은 악(惡)이라고도 하며, 현세나 내세에 자기와 남에게 좋지 않은 결과를 가져올 성질을 가진 것을 말한다.
불교에서는 모든 악행 중에서 승가(僧迦)의 화합을 파괴하는 파승(破僧), 즉 파화합승(破和合僧)의 악행을 가장 악한 행위로 본다. 즉, 불교에서는 진리를 전수하고 전수받을 사람들이 함께 모이지 못하게 함으로써 진리를 전할 수 있는 기회조차도 박탈시키는 것을 최악의 악행으로 본다.
또한, 악행(惡行)은 번뇌(煩惱)의 여러 동의어 가운데 하나이기도 하다. 번뇌의 본질적 성질들 가운데 하나가 유정으로 하여금 사행(邪行), 즉 8정도에 어긋난 행위를 행하게 하는 것이며, 이러한 뜻에서 번뇌를 악행이라고도 이름한다. 이 경우 특히 탐(貪) · 진(瞋) · 치(癡)를 가리켜 3악행(三惡行)이라 한다. 즉, 이 경우의 3악행은 3불선근(三不善根)과 동의어이다.

## 불선으로서의 악행

### 경론별 설명

#### 장아함경
초기불교 경전인 《장아함경》 제8권 제9경 〈중집경(衆集經)〉에서는,
불선(不善)의 신업(身業)을 신악행(身惡行), 불선(不善)의 구업(口業)을 구악행(口惡行), 불선(不善)의 의업(意業)을 의악행(意惡行)이라 말하고 있는데, 이에 따르면 악행(惡行)은 신악행 · 구악행 · 의악행의 3악행(三惡行)을 말한다.
復有三法。謂三不善行。身不善行．口不善行．意不善行。

復有三法。謂三惡行。身惡行．口惡行．意惡行。

또 세 가지 법이 있으니, 이른바 3불선행(不善行)으로서 첫째는 신(身)불선행이요, 둘째는 구(口)불선행이며, 셋째는 의(意)불선행이다.

또 세 가지 법이 있으니, 이른바 3악행(惡行)으로서 첫째는 신(身)악행이요, 둘째는 구(口)악행이며, 셋째는 의(意)악행이다.
— 《장아함경》 제8권 제9경 〈중집경(衆集經)〉한문본 & 한글본

## 번뇌로서의 악행

### 경론별 설명

#### 유가사지론
대승불교의 유식유가행파의 논서 《유가사지론》 제8권에 따르면,
악행(惡行)은 번뇌의 다른 이름인 결(結) · 박(縛) · 수면(隨眠) · 수번뇌(隨煩惱) · 전(纏) · 폭류(暴流) · 액(軛) · 취(取) · 계(繫) · 개(蓋) · 주올(株杌) · 구(垢) · 상해(常害) · 전(箭) · 소유(所有) · 근(根) · 악행(惡行) · 누(漏) · 궤(匱) · 소(燒) · 뇌(惱) · 유쟁(有諍) · 화(火) · 치연(熾然) · 조림(稠林) · 구애(拘礙) 가운데 하나이다.
악행(惡行)은 번뇌가 사행(邪行) 즉 그릇된 행위를 자성(自性)으로 한다는 것을 뜻한다. 즉, 번뇌의 여러 본질적 성질들 가운데 하나가 유정으로 하여금 사행(邪行), 즉 8정도에 어긋난 행위를 행하게 하는 것이며, 이러한 뜻에서 번뇌를 악행이라고도 이름한다.
악행(惡行)은 특히 탐(貪) · 진(瞋) · 치(癡)의 3악행(三惡行)을 말한다. 즉, 3불선근(三不善根)을 말한다.

## 같이 보기
- 계
- 율

- 3도: 견도 · 수도 · 무학도
  - 견도: 16심 · 고법지인
  - 무학도: 34심
  - 성문 수행계위: 4향4과 - 10결(= 5하분결 + 5상분결)
  - 보살 수행계위: 52위
- 현관: 4제현관 · 6현관
- 유루와 무루
- 번뇌의 해석
- 번뇌의 다른 이름
  - 개 · 결 · 계 · 구 · 구애 · 궤 · 근 · 뇌 · 누 · 박 · 상해 · 소 · 소유 · 소해 · 수면 · 수번뇌 · 악행 · 액 · 열 · 유쟁 · 쟁 · 전 · 전 · 조림 · 주올 · 취 · 치연 · 폭류 · 화
- 번뇌의 작용
- 번뇌의 분류
  - 3루
  - 4액
  - 4취
  - 4폭류
  - 5부: 견고소단 · 견집소단 · 견멸소단 · 견도소단 · 수도소단 = 견소단 + 수소단
  - 5주지번뇌
  - 견혹 + 수혹 = 견소단 + 수소단 = 미리혹 + 미사혹 = 분별기 + 구생기
  - 근본번뇌 + 수번뇌
  - 번뇌장 + 소지장
- 번뇌 = 근본번뇌 + 수번뇌
  - 근본번뇌 = 수면
    - 3근본번뇌: 탐 · 진 · 치
    - 6수면: 탐 · 진 · 만 · 무명 · 견 · 의
    - 7수면: 욕탐 · 진 · 유탐 · 만 · 무명 · 견 · 의
    - 10수면: 탐 · 진 · 만 · 무명 · 유신견 · 변집견 · 사견 · 견취 · 계금취 · 의
    - 12수면: 욕탐 · 진 · 색탐 · 무색탐 · 만 · 무명 · 유신견 · 변집견 · 사견 · 견취 · 계금취 · 의
    - 98근본번뇌(설일체유부)
      - 견혹 = 견소단 = 미리혹 = 분별기: 설일체유부의 88근본번뇌
      - 수혹 = 수소단 = 미사혹 = 구생기: 설일체유부의 10근본번뇌

    - 128근본번뇌(유식유가행파)
      - 견혹 = 견소단 = 미리혹 = 분별기: 유식유가행파의 112근본번뇌
      - 수혹 = 수소단 = 미사혹 = 구생기: 유식유가행파의 16근본번뇌

  - 수번뇌 = 전
    - 8전 · 10전 · 6번뇌구
    - 19수번뇌(설일체유부)
      - 소번뇌지법의 10가지 모두: 분 · 부 · 간 · 질 · 뇌 · 해 · 한 · 첨 · 광 · 교
      - 대불선지법의 2가지 모두: 무참 · 무괴
      - 대번뇌지법의 6가지 가운데 5가지: 방일 · 해태 · 불신 · 혼침 · 도거
      - 부정지법의 8가지 가운데 2가지: 수면 · 악작

    - 20수번뇌(유식유가행파)
      - 소수번뇌심소의 10가지 모두: 분 · 한 · 부 · 뇌 · 질 · 간 · 광 · 첨 · 해 · 교
      - 중수번뇌심소의 2가지 모두: 무참 · 무괴
      - 대수번뇌심소의 8가지 모두: 도거 · 혼침 · 불신 · 해태 · 방일 · 실념 · 산란 · 부정지
- 번뇌 = 잡염 = 유부무기 + 불선
  - 유부무기
    - 욕계의 번뇌의 일부 · 색계의 번뇌 · 무색계의 번뇌
    - 4근본번뇌(말나식의 4번뇌: 아치 · 아견 · 아만 · 아애)

  - 불선 · 악
    - 욕계의 번뇌의 대다수
    - 불선근
    - 5악 · 10악
- 번뇌 = 108번뇌 = 98수면 + 10전
- 번뇌 = 개: 5개
- 번뇌 = 결: 2결 · 3결 · 4결 · 5결 · 9결 · 10결(= 5하분결 + 5상분결) · 98결 · 108결
- 번뇌 = 구애: 3구애 · 5구애
- 번뇌 = 뇌: 3뇌
- 번뇌 = 누: 3루
- 번뇌 = 박: 3박 · 4박
- 번뇌 = 사: 7사 · 10사 · 98사 · 128사
- 번뇌 = 악행: 3악행
- 번뇌 = 취: 2취 · 4취

## 참고 문헌
- 곽철환 (2003). 《시공 불교사전》. 시공사 / 네이버 지식백과. |title=에 외부 링크가 있음 (도움말)
- 운허.  동국역경원 편집, 편집. 《불교 사전》. |title=에 외부 링크가 있음 (도움말)
- (중국어) 星雲. 《佛光大辭典(불광대사전)》 3판. |title=에 외부 링크가 있음 (도움말)